# توماس دبليو. فيليبس
توماس دبليو. فيليبس (بالإنجليزية: Thomas W. Phillips)‏ هو قاضي ومحامي أمريكي، ولد في 1943 في أونيدا في الولايات المتحدة.